# Шелан (језеро)
Шелан (енгл. Lake Chelan) је језеро у Сједињеним Америчким Државама. Налази се на територији америчке савезне државе Вашингтон. Површина језера износи 135 2.